# Tie Me Kangaroo Down, Sport
Tie Me Kangaroo Down, Sport (ungefähr: „Bind mein Känguru an, Sportsfreund“) ist ein humoristisches Lied von Rolf Harris aus dem Jahr 1957. Das Lied ist inspiriert von Harry Belafontes Calypso und handelt von einem australischen Rancher (Stockman), der auf dem Sterbebett seinen Freund bittet, sich um die täglichen Arbeiten auf der Farm zu kümmern. Der Freund wird u. a. gebeten, die Wallabys zu füttern und das Känguru anzubinden, weil es sonst immer herumhüpft. Das Lied spielt auf die typisch australischen Dinge und Tiere an, wie Kakadus, Schnabeltiere und Koalas sowie Didgeridoos. Das Lied ist eines der bekanntesten und erfolgreichsten australischen Lieder.

## Hintergrund
Das Lied wurde in den 1960er Jahren ein weltweit bekannter Hit. Harris bot den vier unbekannten Backgroundmusikern 10 Prozent der Tantiemen an. Diese entschieden sich jedoch dafür, eine Gage von 28 Pfund unter sich aufzuteilen, weil sie dachten, dass das Lied ein Flop werden würde.
In Australien wurde das Lied 1960 ein Nummer-eins-Hit und blieb für drei Wochen an der Spitze der Charts. Ebenfalls 1960 kam der Song in den UK-Top-40 bis auf Rang 9. 1963 erreichte er Platz 3 der Billboard Hot 100 in den Vereinigten Staaten und blieb für 3 Wochen an der Spitze der Adult Contemporary Charts. Eine weitere Aufnahme mit kleinen Textvarianten entstand zusammen mit den Beatles. Harris nahm den Song 2005 zusammen mit The Wiggles erneut auf. Das Lied ist heute noch als Kinderlied populär.
Der markante Sound der Originalaufnahme wurde durch ein von Harris entworfenes Instrument erreicht, das sogenannte Wobble Board, eine 60 mal 90 Zentimeter große Hartfaserplatte aus Masonit. Der Text des Liedes wird mit dem Gedicht On Preston Bar des australischen Lyrikers Richard H. Kendall verglichen, in dem ein junges Wallaby namens Tymie versucht, vor seinem Besitzer auszureißen.
Die vierte Strophe wurde um 1960 entfernt, da sie das Wort Abo benutzte, einem abwertenden Slangausdruck für die australischen Ureinwohner. Harris entschuldigte sich später für die Strophe.

## Verwendung
Das Lied wurde in verschiedenen Filmen verwendet, etwa in der Fernsehshow The Goodies und in Skippy, das Känguruh. Nicole Kidman sang das Lied in einem Sketch mit Mike Myers in der Show Saturday Night Live. Elvis Costello sang das Lied in der Serie Frasier. Der Wrestler Outback Jack benutzte das Lied Mitte der 1980er Jahre für seine Auftritte im WWF (heute WWE). Eine eingedeutschte Version erschien 1961 unter dem Titel Halt das Känguru fest von den Nilsen Brothers mit einem Text von Kurt Hertha.